# Гервейнен
Гервейнен (нід. Herwijnen) — село в нідерландській провінції Гелдерланд. Входить до муніципалітету Вест-Бетюве. Перша згадка про населений пункт датується 850-им роком.
До 1986 мало статус окремого муніципалітету, який згодом увійшов до складу Лінгевала, що у свою чергу 2019 року став складовою новоствореного Вест-Бетюв.

## Клімат
| Клімат Гервейнен (середні за 1991−2020, екстремуми з 1989 року) | Клімат Гервейнен (середні за 1991−2020, екстремуми з 1989 року) | Клімат Гервейнен (середні за 1991−2020, екстремуми з 1989 року) | Клімат Гервейнен (середні за 1991−2020, екстремуми з 1989 року) | Клімат Гервейнен (середні за 1991−2020, екстремуми з 1989 року) | Клімат Гервейнен (середні за 1991−2020, екстремуми з 1989 року) | Клімат Гервейнен (середні за 1991−2020, екстремуми з 1989 року) | Клімат Гервейнен (середні за 1991−2020, екстремуми з 1989 року) | Клімат Гервейнен (середні за 1991−2020, екстремуми з 1989 року) | Клімат Гервейнен (середні за 1991−2020, екстремуми з 1989 року) | Клімат Гервейнен (середні за 1991−2020, екстремуми з 1989 року) | Клімат Гервейнен (середні за 1991−2020, екстремуми з 1989 року) | Клімат Гервейнен (середні за 1991−2020, екстремуми з 1989 року) | Клімат Гервейнен (середні за 1991−2020, екстремуми з 1989 року) |
| Показник                                                        | Січ.                                                            | Лют.                                                            | Бер.                                                            | Квіт.                                                           | Трав.                                                           | Черв.                                                           | Лип.                                                            | Серп.                                                           | Вер.                                                            | Жовт.                                                           | Лист.                                                           | Груд.                                                           | Рік                                                             |
| Абсолютний максимум, °C                                         | 14,9                                                            | 18,3                                                            | 23,0                                                            | 28,1                                                            | 32,0                                                            | 34,3                                                            | 37,6                                                            | 34,8                                                            | 32,8                                                            | 27,0                                                            | 19,6                                                            | 15,3                                                            |                                                                 |
| Середній максимум, °C                                           | 6,0                                                             | 6,9                                                             | 10,4                                                            | 14,7                                                            | 18,4                                                            | 21,1                                                            | 23,1                                                            | 23,0                                                            | 19,5                                                            | 14,8                                                            | 9,8                                                             | 6,5                                                             | 14,5                                                            |
| Середня температура, °C                                         | 3,4                                                             | 3,6                                                             | 6,2                                                             | 9,5                                                             | 13,3                                                            | 16,1                                                            | 18,1                                                            | 17,7                                                            | 14,6                                                            | 10,8                                                            | 6,8                                                             | 4,0                                                             | 10,3                                                            |
| Середній мінімум, °C                                            | 0,5                                                             | 0,3                                                             | 1,9                                                             | 3,8                                                             | 7,5                                                             | 10,5                                                            | 12,7                                                            | 12,2                                                            | 9,7                                                             | 6,7                                                             | 3,5                                                             | 1,1                                                             | 5,9                                                             |
| Абсолютний мінімум, °C                                          | −18                                                             | −21,4                                                           | −15,9                                                           | −6,3                                                            | −1,5                                                            | 0,1                                                             | 4,8                                                             | 3,1                                                             | −0,3                                                            | −7,5                                                            | −8,7                                                            | −16,3                                                           |                                                                 |
| Середня кількість сонячних годин на місяць                      | 71,0                                                            | 92,7                                                            | 143,0                                                           | 192,9                                                           | 222,5                                                           | 213,6                                                           | 216,5                                                           | 200,3                                                           | 157,6                                                           | 122,3                                                           | 72,5                                                            | 59,8                                                            | 1764,7                                                          |
| Норма опадів, мм                                                | 67.9                                                            | 61.3                                                            | 56.3                                                            | 39.0                                                            | 60.0                                                            | 64.0                                                            | 74.2                                                            | 80.1                                                            | 65.0                                                            | 70.5                                                            | 68.2                                                            | 79.4                                                            | 785.9                                                           |
| Вологість повітря, %                                            | 89.0                                                            | 86.6                                                            | 82.7                                                            | 77.8                                                            | 76.3                                                            | 77.6                                                            | 78.8                                                            | 80.6                                                            | 84.5                                                            | 87.3                                                            | 90.6                                                            | 90.6                                                            | 83.5                                                            |
| --------------------------------------------------------------- | --------------------------------------------------------------- | --------------------------------------------------------------- | --------------------------------------------------------------- | --------------------------------------------------------------- | --------------------------------------------------------------- | --------------------------------------------------------------- | --------------------------------------------------------------- | --------------------------------------------------------------- | --------------------------------------------------------------- | --------------------------------------------------------------- | --------------------------------------------------------------- | --------------------------------------------------------------- | --------------------------------------------------------------- |
| Джерело: Королівський нідерландський інститут метеорології      |                                                                 |                                                                 |                                                                 |                                                                 |                                                                 |                                                                 |                                                                 |                                                                 |                                                                 |                                                                 |                                                                 |                                                                 |                                                                 |

## Галерея

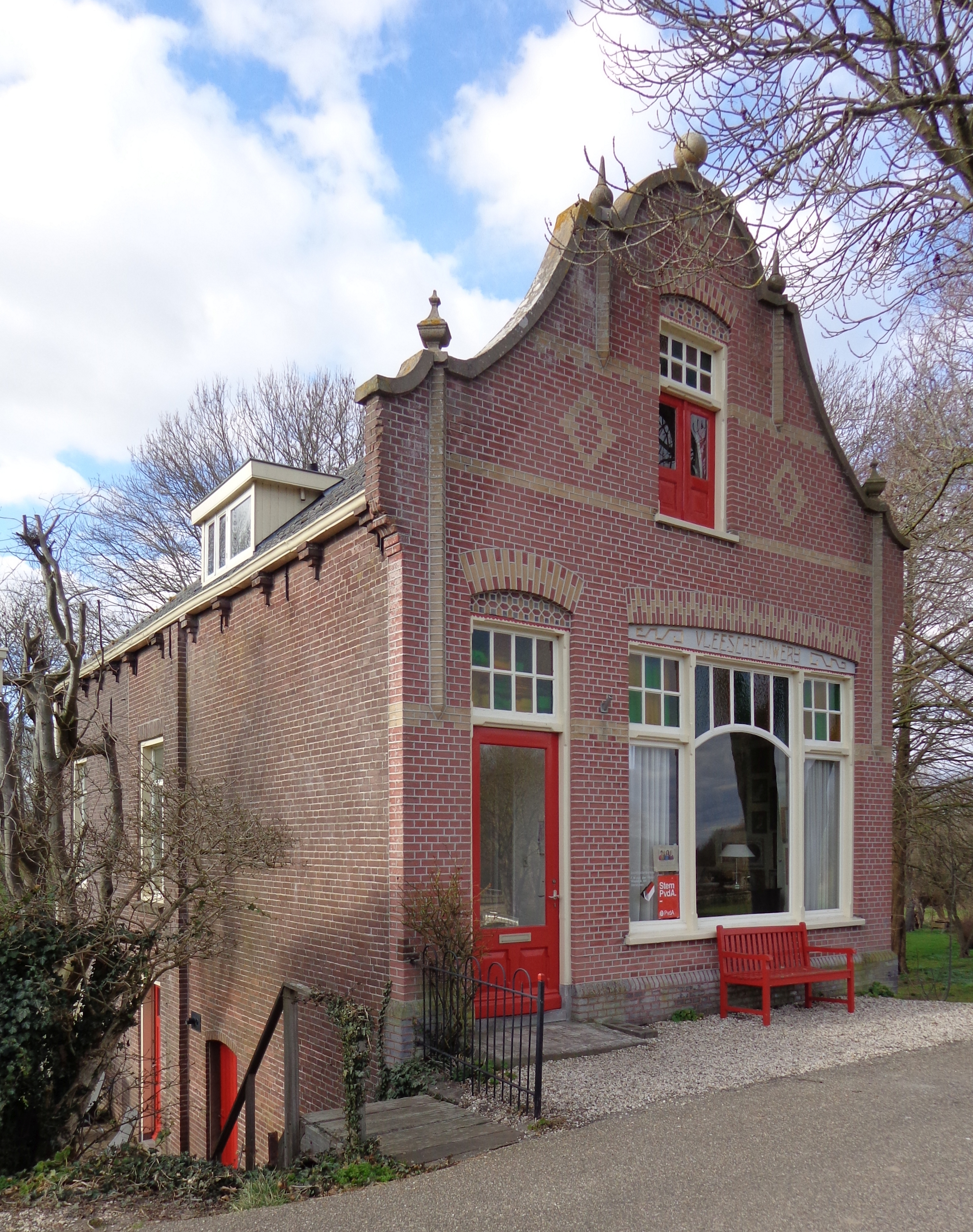
Будинок
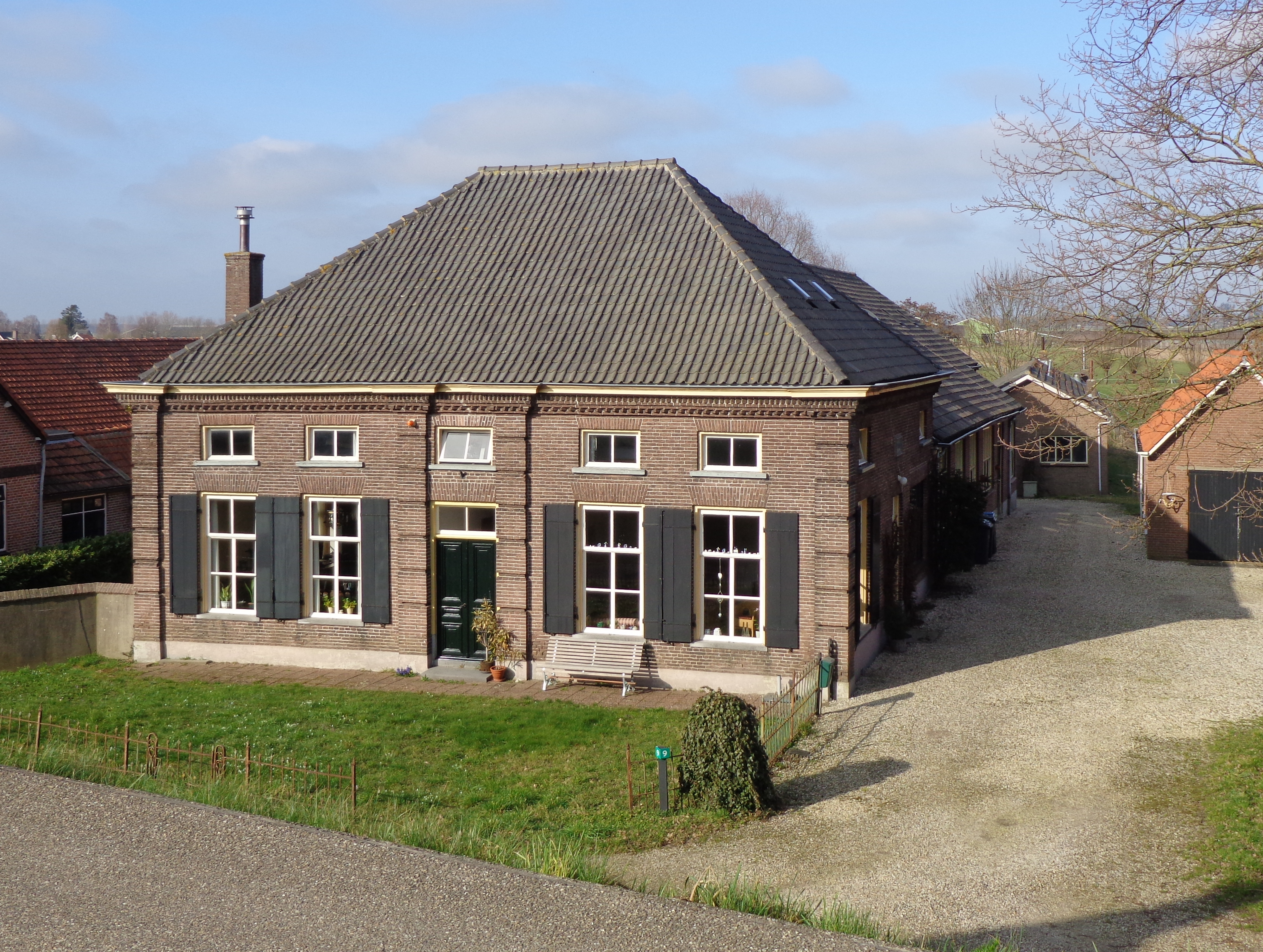
Ферма
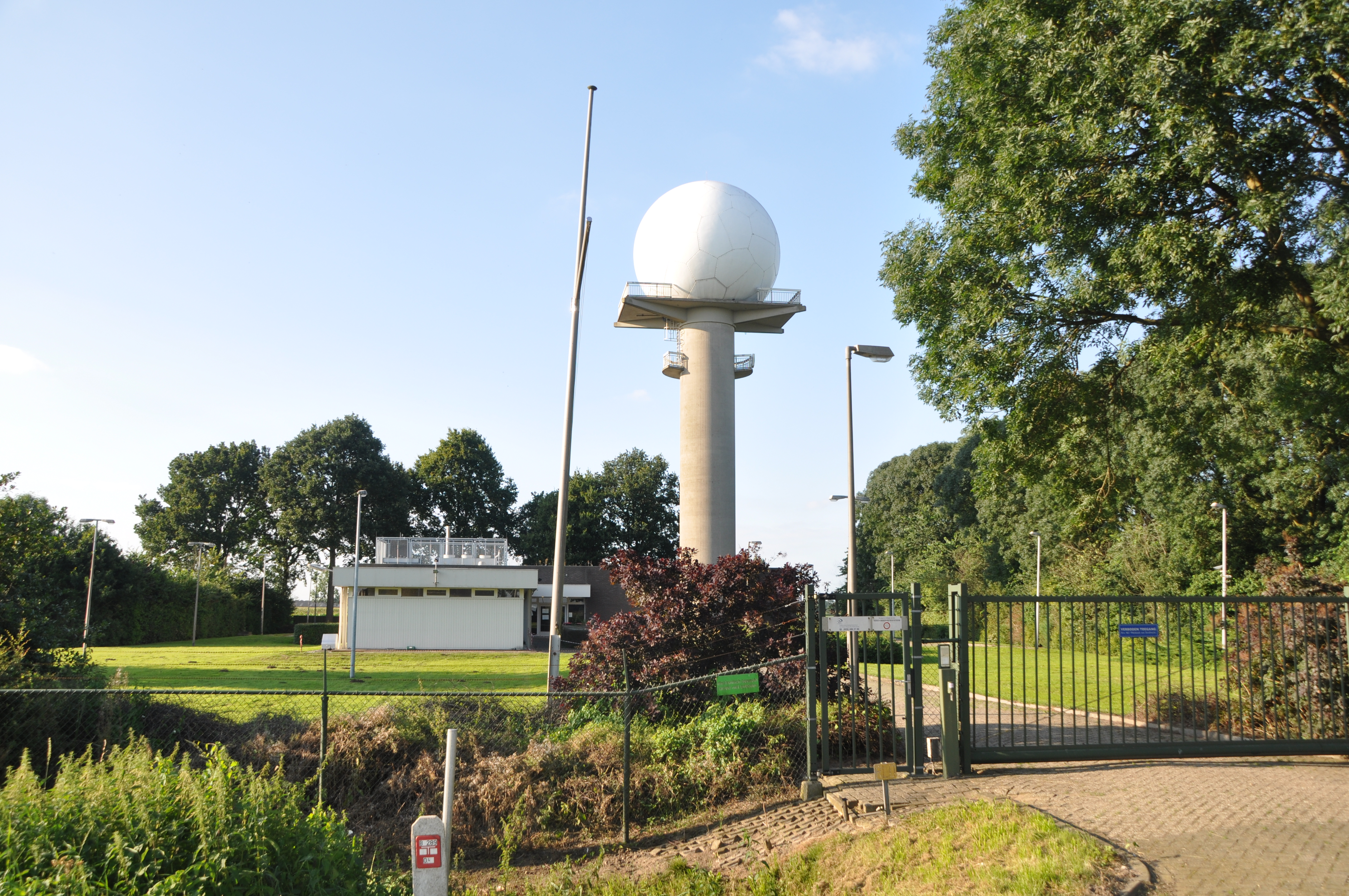
Радарна установка
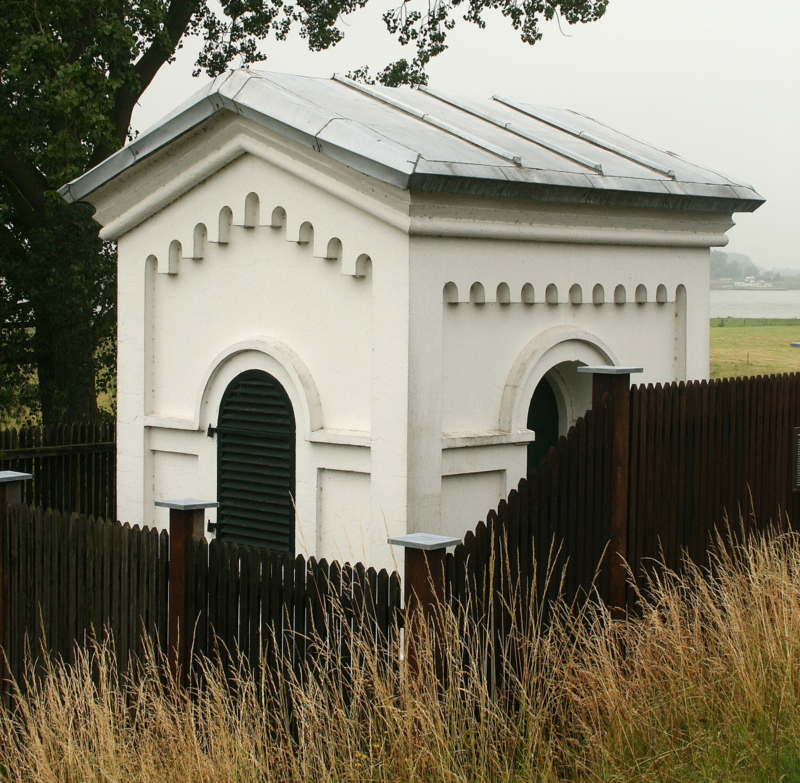
Метеорологічна станція